# FC Sochaux-Montbéliard
Football Club Sochaux-Montbéliard är en fotbollsklubb från Sochaux i Frankrike som spelar i Ligue 2.